# استیو شرلی
استیو شرلی (انگلیسی: Steve Shirley؛ زادهٔ ۱۶ سپتامبر ۱۹۳۳) دانشمند رایانه، و کارافرین آلمانی-بریتانیایی است. وی همچنین برندهٔ جوایزی همچون ۱۰۰ زن بی‌بی‌سی شده‌است.